# Miriam Rickli
Miriam Rickli ist eine Schweizer Fernsehmoderatorin und internationale Event-Moderatorin.

## Leben und Wirken
Mit Wild@7 bekam Miriam Rickli ihren ersten Auftritt als Moderatorin beim Schweizer Fernsehen SRF. Von 2014 bis 2015 war sie beim deutschen Fernsehsender ProSieben als Moderatorin zu sehen. Auf SAT.1 moderierte sie 2023 die Sendung Interior Design Duell. Sie moderiert national und international Veranstaltungen auf Deutsch und Englisch zu Themen wie IT & Cyber Security, Energie & Umwelt, Innovation & Technik oder führt durch Podiumsdiskussionen und interviewte u. a. Reinhold Messner und Business-Insider-CEO Henry Blodget. In Warschau moderierte sie das Business Insider Global Trends Festival. Als Hauptmoderatorin stand sie zusammen mit Führungskräften wie Netflix-CEO Reed Hastings, Google-X-Founder Sebastian Thrun und Nationalökonom Nouriel Roubini auf der virtuellen Bühne. Über ihre eigene Firma bietet sie seit 2020 Event-Moderationen und Auftritts-Trainings an. 
Seit 2021 arbeitet Rickli an der Hochschule für Wirtschaft Zürich (HWZ) als Dozentin zum Thema „Public Speaking“.